# 小川まるみ
小川 まるみ（おがわ まるみ、1981年2月15日 -  ）は日本のタレント、グラビアアイドル。東京都出身。東京農業大学第一高等学校卒業。インターアクト所属。

## 略歴
タレント、グラビアアイドルとして幅広く活躍。ミニスカポリス、ガブガールにも所属していた。

## 人物
- 趣味は料理、ボウリング、ピアノなど。

## 出演

### テレビ
- アルテミッシュNIGHT（テレビ東京）
- 出動!ミニスカポリス（テレビ東京）
- トゥナイト2（テレビ朝日）
- TOKYOモーニングサプリ（東京メトロポリタンテレビジョン）
- グラビアの美少女（MONDO21）
- 特捜TV!ガブリンチョ（テレビ朝日）

### CM
- 第一生命（1999年）

### 映画
- ミスター・ルーキー（2002年）[1]

## 写真集
- 夏ガブリッ!!（竹書房、1999年9月）
- Fの感情。（光進社、1999年10月）